# Кастельйо-де-Ругат
Кастельйо-де-Ругат, Кастельйон-де-Ругат (валенс. Castelló de Rugat (офіційна назва), ісп. Castellón de Rugat) — муніципалітет в Іспанії, у складі автономної спільноти Валенсія, у провінції Валенсія. Населення — 2423 особи (2010).

## Географія
Муніципалітет розташований на відстані близько 330 км на південний схід від Мадрида, 65 км на південь від Валенсії.

## Демографія
Динаміка населення (INE ):

## Галерея зображень

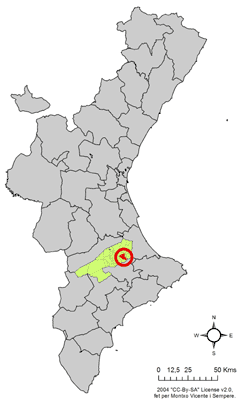
Розташування муніципалітету Кастельйо-де-Ругат у автономній спільноті Валенсія
Розташування муніципалітету Кастельйо-де-Ругат у комарці Вальє-де-Альбайда